# Human (EP)
Human es el primer EP publicado por el cantautor Darren Criss. Criss produjo de forma independiente el EP y fue lanzado digitalmente el 20 de julio de 2010. El EP alcanzó el número 17 en la lista Billboard de Top Heatseekers. Hasta abril de 2013, el EP ha vendido 27.000 copias en Estados Unidos, según Nielson SoundScan.

## Antecedentes
Criss grabó el EP en su habitación en aproximadamente una semana con un ingeniero de audio amigo suyo. Criss afirma que cada una de las canciones son "canciones antiguas", añadiendo que "Human" fue la primera canción que escribió, cuando tenía 15 años. Las canciones "Sami" y "Not Alone" aparecieron en el musical de StarKid Productions A Very Potter Musical, pero Criss las había escrito antes. Escribió "Not Alone" mientras estaba en el extranjero en Italia y escribió "Sami" para la serie web Little White Lie que él y otros miembros de StarKid habían hecho en 2007.

## Sonido
Para Criss es difícil clasificar su música en un género determinado, pero declaró que le gustaba el término "soul-folk".

## Lista de Canciones
Todas las canciones escritas y compuestas por Darren Criss and producidas por Chris Lorentz.. 
| Human track listing |             |          |  |
| N.º                 | Título      | Duración |  |
| 1.                  | «Human»     | 2:29     |  |
| 2.                  | «Sami»      | 3:48     |  |
| 3.                  | «Jealousy»  | 5:18     |  |
| 4.                  | «Don't You» | 3:50     |  |
| 5.                  | «Not Alone» | 4:28     |  |

## Personal
- Darren Criss – artista principal, guitarra
- Chris Lorentz – productor, mixing, mastering[8]
- Forest Casey – CD and cover photography[8]
- Frank Franco III – CD and cover layout design[8]

## Charts
| Chart (2010)                            | Peak position |
| --------------------------------------- | ------------- |
| Estados Unidos (Top Heatseekers Albums) | 17            |

## Otras apariciones
- "Sami" se escribió originalmente para la serie web Little White Lie y posteriormente se utilizó en el musical de StarKid Productions A Very Potter Musical con el nombre de "Sami" cambiado por el de "Harry" y cantado por Ginny Weasley (Jaime Lyn Beatty).[3] La versión humana de "Sami" también aparece en A Very StarKid Album.
- "Not Alone" también se utilizó en el musical de StarKid Productions A Very Potter Musical. La versión humana de "Not Alone" también aparece en A Very StarKid Album.